# Лункшору (Долж)
Лункшору (рум. Luncșoru) насеље је у Румунији у округу Долж у општини Герчешти. Oпштина се налази на надморској висини од 168 m.

## Становништво
Према подацима из 2002. године у насељу је живело 103 становника, од којих су сви румунске националности.